# EleWator (czasopismo)
eleWator – kwartalnik literacko-kulturalny ukazujący się w Szczecinie od 2012, powstały z inicjatywy Cezarego Sikorskiego.  
Wydawcą czasopisma jest Fundacja Literatury im. Henryka Berezy przy wsparciu Miasta Szczecin, Stowarzyszenia Gmin Polskich Euroregionu Pomerania.  Jest ono dofinansowywane ze środków Ministra Kultury i Dziedzictwa Narodowego. Ukazuje się w nim najnowsza poezja i proza, szkice o literaturze i jej twórcach, eseje, felietony, recenzje i polemiki. Oprócz literatury wiele uwagi poświęca najnowszym działaniom w zakresie filmu, muzyki, sztuk plastycznych, architektury oraz teatru. 
W skład redakcji wchodzą Paweł Orzeł oraz Marcin Bałczewski (komiks), Andrzej Fogtt (sztuki plastyczne). Krzysztof Lichtblau (sekretarz redakcji), Paweł Nowakowski (proza), Damian Romaniak (film), Karol Samsel (eseje i szkice), Kamil Sipowicz (muzyka), Maja Staśko (poezja polska), Leszek Szaruga (zastępca redaktora naczelnego, krytyka literacka) oraz Adam Zdrodowski (poezja zagraniczna). Pierwszym redaktorem naczelnym był Konrad Wojtyła (do nr 8) a redaktorami byli m.in. Artur Szlosarek i Adam Wiedemann. Stali współpracownicy to m.in. Edward Balcerzan, Izabela Fietkiewicz-Paszek, Anna Frajlich, Artur Daniel Liskowacki, Beata Patrycja Klary, Małgorzata Południak, Andrzej Turczyński i Tadeusz Zubiński. 
W kwartalniku swoje teksty publikowali m.in. Janusz Drzewucki, Leszek Engelking, Zenon Fajfer, Bogusław Kierc, Kazimierz Kyrcz jr, Joanna Lech, Maciej Melecki, Piotr Michałowski, Anna Nasiłowska, Marcin Orliński, Piotr Paziński, Wojciech Stamm, Marcin Świetlicki, Eugeniusz Tkaczyszyn-Dycki, Bohdan Zadura. W kolekcji eleWatora ukazały się książki takich autorów jak m.in. Mirosław Mrozek, Andrzej Turczyński, Piotr Zemanek.